# Australian Men's Hardcourt Championships 1998
L'Australian Men's Hardcourt Championships 1998 è stato un torneo di tennis giocato sul cemento. È stata la 22ª edizione del Torneo di Adelaide, che fa parte della categoria International Series nell'ambito dell'ATP Tour 1998. Si è giocato ad Adelaide in Australia dal 5 al 12 gennaio 1998.

## Campioni

### Singolare
Lleyton Hewitt ha battuto in finale  Jason Stoltenberg con il punteggio di 3–6, 6–3, 7–6(4)

### Doppio
Joshua Eagle /  Andrew Florent hanno battuto in finale  Ellis Ferreira /  Rick Leach con il punteggio di 6–4, 6–7, 6–3.